# 倫特納 (密蘇里州)
倫特納（英語：Lentner）是位於美國密蘇里州謝爾比縣的非建制地區。

## 歷史
倫特納的郵局自1873年營運至今。

## 地理
倫特納所處的海拔為高於海平面241米（即791英呎），而該地所採用的時區為UTC-6，即北美中部時區（CST）。同時該地設有夏令時間，為UTC-6調快一小時，即UTC-5（CDT）。